# حليب اللوز
حليب اللوز هو شراب يصنع عن طريق طحن ثمرة اللوز، وغالبا ما يستخدم كبديل للحليب المستحلب من الأبقار وغيرها من الحيوانات.
لا يحتوي حليب اللوز على الكوليسترول ولا على اللاكتوز بعكس الحليب الحيواني، ولا يحتوي على أي منتج من المنتجات الحيوانية. وهو مناسب للنباتيين الذين لا يشربون الحليب الحيواني.
حليب اللوز المنتج في الأسواق قد يُضاف إليه بعض النكهات كالفانيلا والشوكولاته، أو قد يُضاف إليه بعض الفيتامينات. ويمكن عمله في المنزل أيضا عن طريق طحنه ثم تصفيته.
يتميز حليب اللوز بلونه البيجي وطعم مختلف عن الحليب الحيواني.

## التاريخ
استخدم حليب اللوز كبديل للحليب الحيواني في العصور الوسطى في المناطق التي اتبعت مذاهب الصيام الكاثوليكية.
عُرف حليب اللوز في العصور الوسطى في كل من العالم الإسلامي والمسيحي، وكان المسيحيون يستخدمونه كبديل عن حليب الأبقار في فترة الصوم الكبير. وكان حليب اللوز يستخدم في القرون الوسطى لأن حليب الأبقار يفسد أسرع منه. عُرف استخدامه في المنطقة الممتدة من شبه الجزيرة الأيبيرية «الأندلس» غربا حتى دول شرق آسيا شرقا.
في القرن الحادي والعشرين ازدادت شعبيته في الولايات المتحدة الأمريكية وارتفعت مبيعاته. ففي عام 2011م ارتفعت مبيعات حليب اللوز بنسبة 79٪. وفي عام 2013م تجاوزت شعبيته شعبية حليب الصويا، وأصبح الحليب الأكثر شعبية في الولايات المتحدة الأمريكية بالنسبة للحليب المستخرج من النباتات.
في المطبخ الفارسي يتم تقديم حلوى مصنوعة من حليب اللوز تسمى حريرة بادام (عصيدة اللوز) بشكل تقليدي خلال شهر رمضان.
استمرت شعبية حليب اللوز كبديل للحليب عبر التاريخ وحتى العصر الحديث. حتى أنه ذكر ضمن التعريف الثانوي لكلمة "حليب" في قاموس صموئيل جونسون عام 1755، إلى جانب حليب الفستق.

## معلومات غذائية
اللوز غني بالعناصر الغذائية بما في ذلك الألياف، وفيتامين إي E والمغنيسيوم والسيلينيوم والمنجنيز والزنك والبوتاسيوم والحديد والفوسفور والتربتوفان، والنحاس، والكالسيوم. يحتوي حليب اللوز على نسبة أقل من البروتين والكالسيوم مما يحتويه حليب الأبقار والحليب المستحلب من الحيوانات الأخرى.

## الإنتاج
تتضمن طريقة الإنتاج عامة نقع اللوز وطحنه في الماء الزائد حتى يتم الحصول على سائل أبيض حليبي بعد تصفية لب اللوز. يمكن أيضًا صنع حليب اللوز بإضافة الماء إلى زبدة اللوز. في الإنتاج التجاري يتم تجانس حليب اللوز مع ضغط مرتفع ومبستر لمزيد من الثبات ومدة الصلاحية.
في يوليو 2015 تم رفع دعوى جماعية في مدينة نيويورك ضد مصنعين أمريكيين (Blue Diamond Growers) و(White Wave Foods) وذلك بسبب الدعاية الكاذبة بخصوص الكمية الصغيرة من اللوز (2٪ فقط) الموجودة في المنتج النهائي. في أكتوبر / تشرين الأول 2015 رفض القاضي طلب المدعي بإصدار أمر قضائي.

## طريقة الإعداد
الطريقة الأساسية في إعداد حليب اللوز في المنزل، تتم عن طريق تنقيع اللوز في الماء لعدة ساعات ثم يخلط في الخلاط بالماء المنقوع فيه ثم تصفى قشور اللوز بالمصفاة، وبالإمكان إضافة بعض الـمُحليات عليه.

## التجارة
في الولايات المتحدة ظل حليب اللوز عنصرًا غذائيًا صحيًا متخصصًا حتى أوائل العقد الأول من القرن الحادي والعشرين عندما بدأت شعبيته في الازدياد. في عام 2011 وحده زادت مبيعات حليب اللوز بنسبة 79٪. في عام 2013 تجاوز حليب الصويا باعتباره الحليب النباتي الأكثر شعبية في الولايات المتحدة. اعتبارًا من عام 2014 شكلت 60 بالمائة من مبيعات الألبان النباتية و4.1 بالمائة من إجمالي مبيعات الألبان في الولايات المتحدة.
داخل المناطق الإيطالية في صقلية، بوليا، كالابريا، وكامبانيا يعتبر حليب اللوز منتجًا زراعيًا تقليديًا محميًا.

## معرض الصور

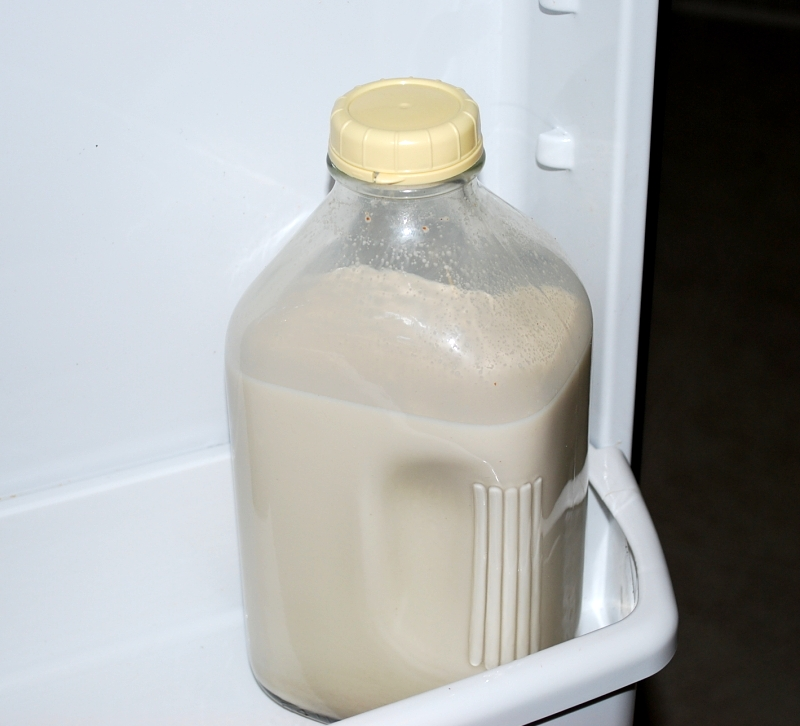
حليب اللوز في زجاجة
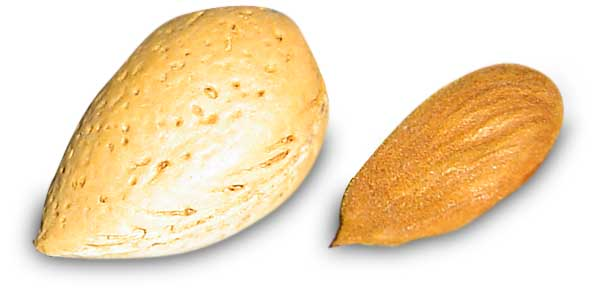
جوز اللوز
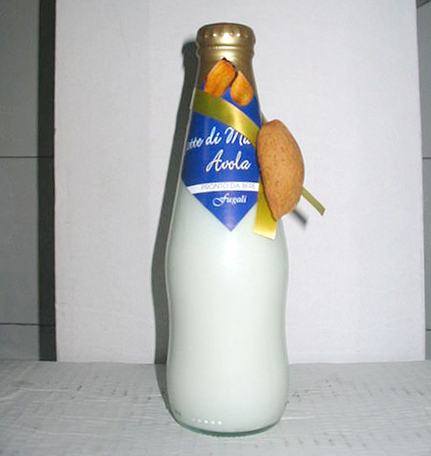
زجاجة حليب اللوز للبيع في المتاجر
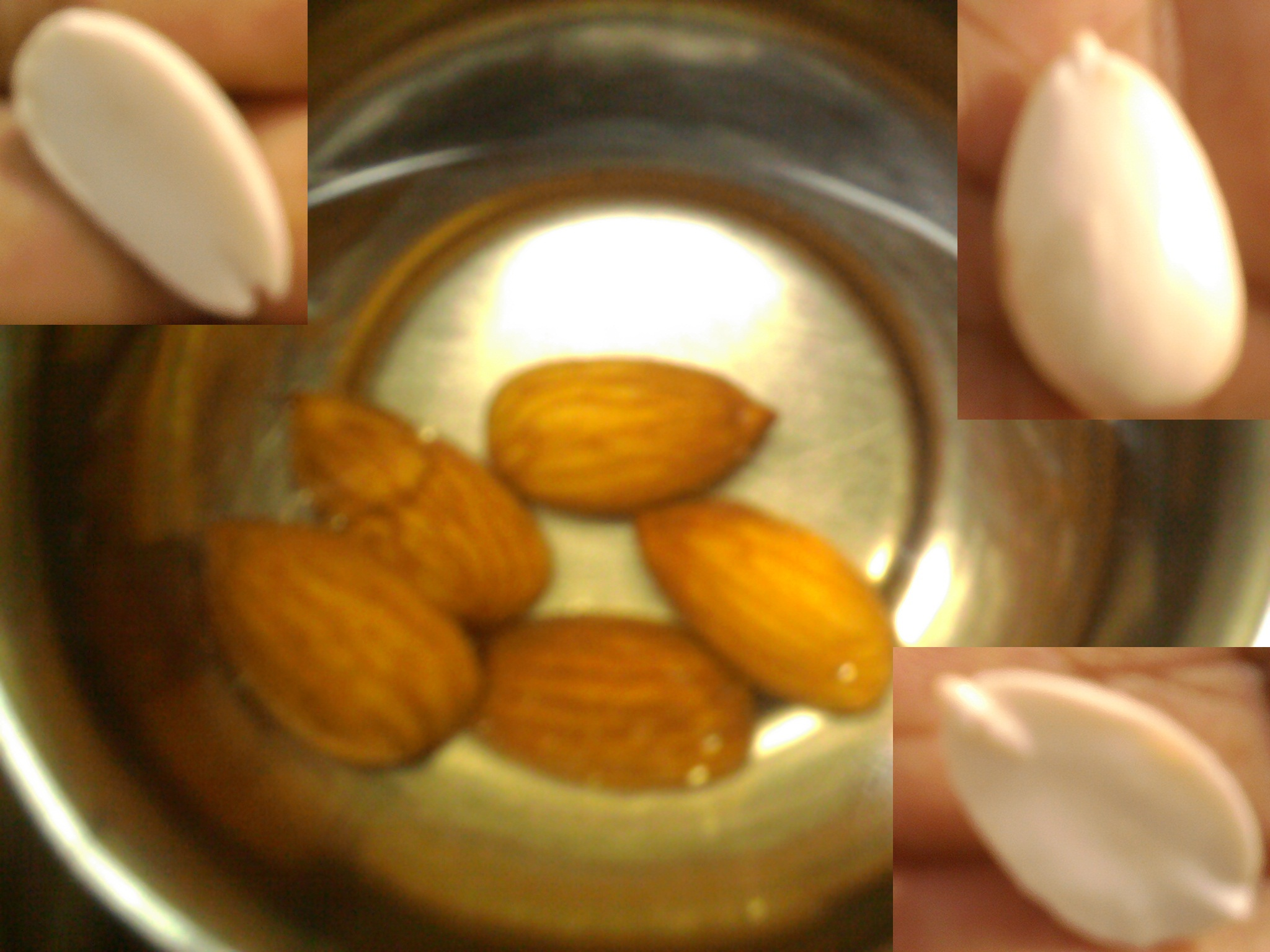
اللوز المنقوع في الماء
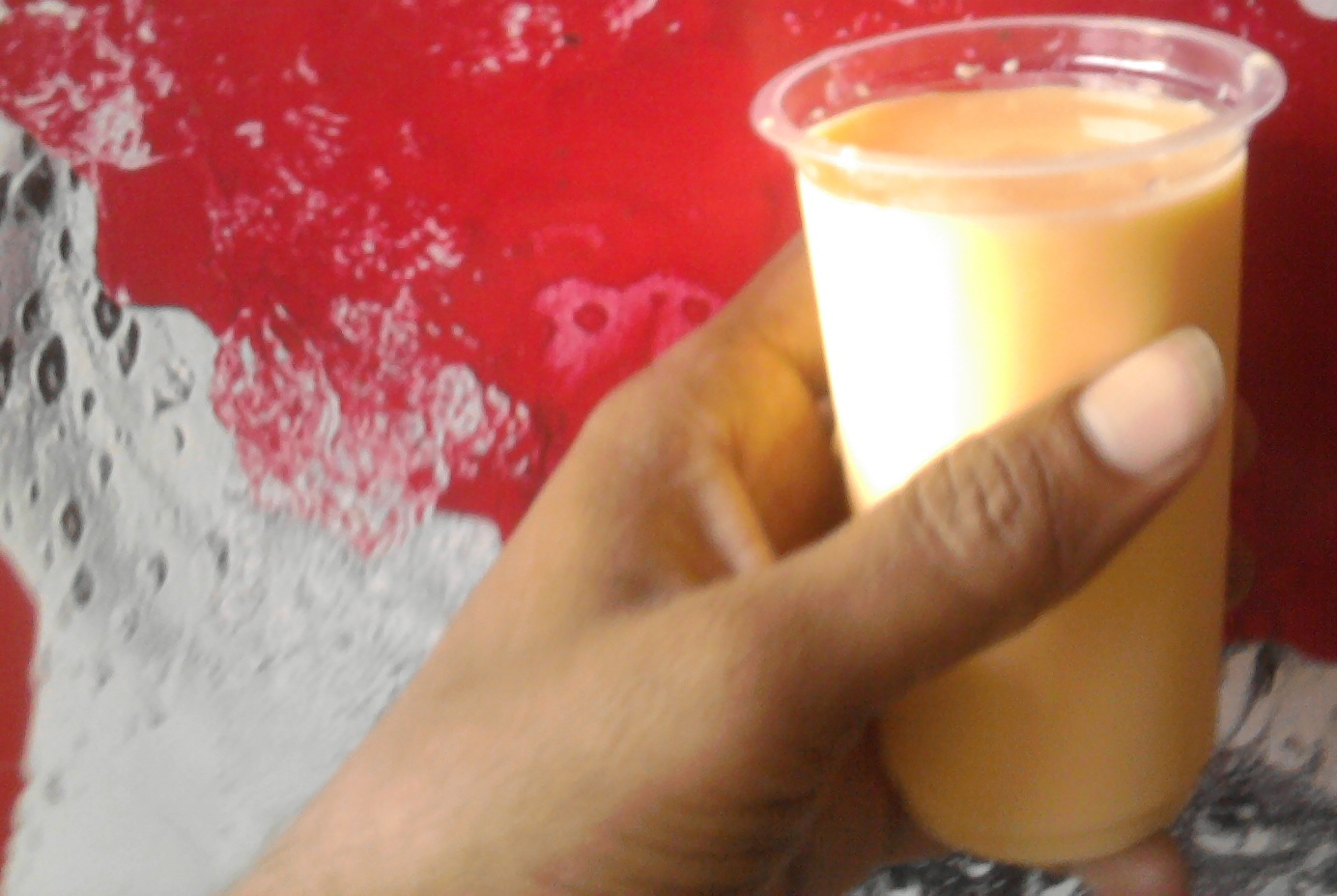
حليب اللوز في محل عصير

### الألبان النباتية
- حليب نبات
- حليب جوز هند
- حليب الشوفان
- حليب الأرز
- حليب صويا